# رسالة إلى ابنتي
رسالة إلى ابنتي هو الكتاب الثالث المؤلّف من مجموعة من المقالات للكاتبة الأمريكية الإفريقية والشاعرة مايا أنجيلو، في وقت نشر الكتاب، كانت أنجيلو قد نشرت كتابين آخرين من مجموعة مقالات، ومجلّدات عديدة من الشعر، وستة سير ذاتية. اُعتبرت وقدّرت بشكل كبير كواحدة من المتحدّثين باسم ذوي البشرة السوداء والمرأة. أصبحت صوتًا مهمًا في مجال كتابة السير الذاتية. لم يكن لدى أنجيلو نفسها أي ابنة، لكنّها تأثّرت عند مرورها على أفكار ملاحظات ومقالات لمدة عشرين عامًا، كتبت بعضها لصديقتها أوبرا وينفري. كتبت أنجيلو لآلاف النساء اللاتي اعتبرنها رمزًا لشخصية الأم، وشاركت قرّاءها حكمتها التي اكتسبتها على مدى حياتها الطويلة.
تتكوّن الرسالة من ثماني وعشرين مقالة قصيرة، تتضمّن بعض القصائد وعناوين في البداية، موجّهة للابنة التي لم تنجبها أبدًا. مراجعات القرّاء كانت إيجابية بالعموم، ورأي معظم المراجعين أن الكتاب مليء بحكمة أنجيلو، وكأنّك تقرأ كلمات الحكمة والنصيحة من جدّة أو خالة مُحبّة. بينما رأى أحد المراجعين الكتاب بسيطًا وشعبيًا.

## خلفية
رسالة إلى ابنتي هو كتاب مايا أنجيلو الثالث المكوّن من مجموعة من المقالات، نشرت أنجلو عدّة مجلّدات من الشعر بما في ذلك «فقط أعطني كأسًا من الماء قبل أن أموت»، رُشَّح الأخير لجائزة بوليتزر. قرأت أنجيلو قصيدتها «في نبض الصباح» عند تنصيب الرئيس بيل كلينتون في عام 1993، ما جعلها أول شاعرة تلقي افتتاحية بعد روبرت فروست في حفل تنصيب جون ف. كينيدي في عام 1961. عندما نشرت أنجيلو رسالة إلى ابنتي في عام 2009، نشرت ستًا من أصل سبع نسخ من سلسلة سيرتها الذاتية. اُعتبرت النسخة السادسة من السلسلة «أغنيّة مرمية إلى الجنة» الأخيرة، حتّى نشرت النسخة السابعة «أمي وأنا وأمي» في عام 2013، عندما كانت في عامها الخامس والثمانين.
في الوقت الذي نُشرَت فيه رسالة إلى ابنتي، أصبحت أنجيلو شخصيّةً معترف بها وتحظى باحترام كبير كمتحدثة رسمية باسم ذوي البشرة السوادء والنساء. تقول عنها الباحثة جوان براكستون «كانت بلا شك... كاتبة السيرة الذاتية الأكثر بروزًا في أمريكا». أصبحت أيضًا كما صرح المراجع ريتشارد لونج «كاتبة سيرة ذاتية مهمة في ذلك الوقت».كانت أنجيلو واحدة من أوائل الكاتبات الأميركيات من أصول إفريقية التي تناقش حياتها الشخصية علنًا، وواحدة من أوائل من استخدموا أنفسهم كشخصية مركزية في كتاباتهم. ذكرت الكاتبة جوليان مايفيلد، التي وصفت سيرتها الذاتية الأولى، أعرف لماذا يغرد الطائر الحبيس، «عمل فني يعجز الإنسان عن وصفه»، تشكّل سلسلة كتب أنجيلو سابقة، ليس باعتبارها كتبًا لامرأة سوداء، بل في مجال كتابة السيرة الذاتية عمومًا.